# Martincourt-sur-Meuse
Martincourt-sur-Meuse is een gemeente in het Franse departement Meuse (regio Grand Est) en telt 66 inwoners (2009). De plaats maakt deel uit van het arrondissement Verdun.

## Geografie
De oppervlakte van Martincourt-sur-Meuse bedraagt 5,9 km², de bevolkingsdichtheid is dus 11,2 inwoners per km².
De onderstaande kaart toont de ligging van Martincourt-sur-Meuse met de belangrijkste infrastructuur en aangrenzende gemeenten.

## Demografie
Onderstaande figuur toont het verloop van het inwonertal (bron: INSEE-tellingen).